# Тракија (провинција)
Провинција Тракија (лат. Provincia Thracia, грч. Επαρχία Θράκης) је била римска провинција која је обухватала југоисточни део Балканског полуострва, а налазила на подручју данашње јужне Бугарске, североисточне Грчке (источно од Кавале) и европског дела Турске. Главни град провинције је био Филипопољ, данашњи Пловдив. Основана је 46. године, за време владавине цара Клаудија (владао 41-54.). Крајем 3. века, за време владавине цара Диоклецијана ( владао 284-305.), подељена је на четири мање покрајине: Тракија у суженом опсегу, Хемимонт, Европа и Родопа. Све четири провинције укључене су потом у састав новостворене дијецезе Тракије. Током 4. и 5. века сужену провинцију Тракију су у неколико наврата опустошили Готи, а током 6. века на то подручје почињу да продиру и Словени. Царска власт је у већем делу провинције Тракије сломљена већ почетком 7. века, а на преосталим византијским поседима је потом уведено ново тематско уређење.